# Box Car Racer
Box Car Racer was een Amerikaanse punkband, opgericht in 2001 in San Diego, Californië. De groep bestond uit gitarist en zanger Tom DeLonge en drummer Travis Barker, beiden van Blink-182, en gitarist David Kennedy van Hazen Street. Anthony Celestino voegde zich later bij de band als bassist. DeLonge creëerde het project om donkere ideeën na te streven die hij niet geschikt achtte voor zijn werk met Blink-182.

## Geschiedenis

### Oprichting en oorsprong
Box Car Racer werd opgericht door Blink-182 gitarist/zanger Tom DeLonge tijdens een pauze van het toeren nadat een Europese tour voor Blink-182 in de winter van 2001 werd uitgesteld vanwege de nasleep van de aanslagen op 11 september 2001. De tour werd verplaatst naar begin 2002. Vrij snel werden die datums ook geannuleerd vanwege de rugproblemen van DeLonge. De roots voor Box Car Racer begon met DeLonge die akoestische gitaar speelde in de studio tijdens de opname van Take Off Your Pants and Jacket. DeLonge voelde zich uitgedompeld en voelde een "drang om iets te doen waarbij hij zich niet opgesloten voelde in iets wat Blink was." 
Volgens DeLonge was het project niet bedoeld om een echte band te worden, maar eerder iets om te doen in wat vrije tijd. Het naamloze project ging door verschillende namen, zoals The Kill, en de plaat kreeg aanvankelijk de titel Et tu, Brute?. Hij vestigde zich uiteindelijk op Box Car Racer, wat eigenlijk de naam was van een band waar Blink-182 drummer en bandgenoot Travis Barker net na de middelbare school in zat met klasgenoten Alex Barreto en James Lopez. Hoewel Barker vond dat de naam zinloos was, was DeLonge zeer geïnteresseerd in de naam en relateerde het aan overeenkomsten tussen het Openbaring van Johannes en de Tweede Wereldoorlog. Tijdens het lezen over de oorlog was DeLonge "geschokt" te lezen dat Fat Man (de atoombom die was ontploft boven Nagasaki) werd gedropt uit de B-29 bommenwerper Bockscar (vaak verkeerd gespeld Boxcar).De plaat werd oorspronkelijk opgevat als een "Violent Femmes-esque akoestische plaat" waardoor DeLonge zijn duistere songwriting-vaardigheden kon verkennen, weg van de stijl van Blink-182, maar het project werd al snel luider en meer aangesloten toen Barker zich bij het project voegde. 
Om het project te voltooien nodigde hij collega-gitarist David Kennedy uit, die DeLonge jaren eerder in het muziekcircuit van San Diego had ontmoet. Kennedy begon in San Diego straight edge hardcore groep Over My Dead Body. Naderhand werden DeLonge en Kennedy goede vrienden geworden. De twee hadden gepraat over bands, optredens en de undergroundscene, wat meer interesse van DeLonge wekte. Het materiaal dat op het album was opgenomen, werd in de herfst van 2002 geformuleerd. De sessies waren bijzonder moeilijk voor DeLonge, die last had van chronische rugpijn, het resultaat van een hernia.

### Debuutalbum
Box Car Racer werd opgenomen in de loop van zes weken, beginnend in december 2001, voornamelijk in Signature Sound in San Diego, Californië. Jerry Finn had voor zijn aankomst een hele lading apparatuur naar de studio gestuurd. Barker nam zijn drums op in één dag in twee afzonderlijke opnamefaciliteiten in Los Angeles. MCA-vertegenwoordigers kwamen langs bij de opnamesessies en waren blij met wat ze hoorden.
De creatie van het Box Car Racer-zijproject zou grote verdeeldheid veroorzaken in Blink-182, vooral tussen DeLonge en bassist Mark Hoppus. Hoppus was erg geïnteresseerd om deel uit te maken van het project, maar DeLonge wilde niet dat de plaat zou veranderen in een ander Blink-182 album. DeLonge beweerde dat de uitnodiging van Barker was om af te zien van het betalen van een studiodrummer. Hoppus voelde zich verraden, wat onopgeloste spanning zou veroorzaken die de band de volgende jaren volgde. Ondanks de spanningen tussen de twee leende Hoppus zang voor het nummer "Elevator" en deelde vroege ideeën voor het volgende Blink-182-album.

### Tournees
Terwijl DeLonge basgitaar speelde op het debuutalbum van de groep, ging een bassist onaangekondigd totdat de band op 1 april 2002 hun livedebuut maakte met bassist Anthony Celestino. Ze gingen verder met een reeks liveshows in Californië tot Blink-182 op tournee ging met Green Day en Jimmy Eat World voor de Pop Disaster Tour. DeLonge kondigde geen songtitels aan tijdens het debuutoptreden van de band omdat ze onvoltooid waren.
Box Car Racer werd uitgegeven door MCA Records op 21 mei 2002 en debuteerde de volgende week op een "verrassende" nummer 12 op de Billboard 200. De band hergroepeerde zich later in het jaar voor een headliner tour door Noord-Amerika. Daarnaast was Barker van plan om verschillende Box Car Racer-nummers te remixen voor een EP en de plaat te versterken met de twee nieuwe tracks. De band speelde hun laatste show in Detroit, Michigan op 17 december 2002.

### Breuk en nasleep
Desondanks trok DeLonge de stekker uit het project in midden 2003, met het gevoel dat het als geheel zijn gang was gekomen. Het geluid van Box Car Racer inspireerde de verandering in toon en experimenteel karakter waarmee de band het album Blink-182 benaderde. Alsnog bleven de onopgeloste spanningen die steeds erger tot 2005 toen Blink-182 uit elkaar ging.
Onvoltooid materiaal van Box Car Racer werd uiteindelijk onderdeel van DeLonge's volgende band, Angels & Airwaves, en hun debuutstudioalbum, We Don't Need to Whisper (2006).Angels & Airwaves covered Box Car Racer's "There Is" bij hun allereerste live optreden, en heeft sindsdien verschillende Box Car Racer-nummers live uitgevoerd. Een vervolg op een nummer gevonden van Box Car Racer, "Letters to God, Part II" is te vinden op het album van Angels & Airwaves uit 2010 genaamd Love.
Begin 2017 zei DeLonge in een tweet dat hij een aangenaam gesprek had met Barker. Dit wekte geruchten op dat Box Car Racer zich aan het herenigen was. De geruchten groeiden toen DeLonge op 8 mei 2017 een tweet maakte waarin fans werd gevraagd welke artiest er op een album zou moeten verschijnen als er een zou worden gemaakt. Sindsdien is er echter geen aankondiging meer gedaan met betrekking tot een reünie. Eind 2020 tweette Barker dat 2021 de 20e verjaardag van Box Car Racer zal zijn, deze tweet veroorzaakte een antwoord van DeLonge die een humoristische reactie had.
Op 30 april 2021 bracht Allison Hagendorf de 23e aflevering van haar podcast "Rock This" uit met een interview met DeLonge waarin hij bevestigde dat hij en Barker aan het bespreken waren om een Box Car Racer nummer dat nog moest worden uitgebracht
In februari 2023 bevestigde Barker in een Twitter post dat het nummer nooit zou worden uitgebracht. Een maand werd later aangekondigd dat het nummer in plaats daarvan zou worden uitgebracht, het opnieuw werd opgenomen en werd uitgebracht op het aanstaande Blink-182 album One More Time… (2023) met de naam "Terrified".

## Leden
- Tom DeLonge – zang, gitaar, basgitaar (2001–2003)
- Travis Barker – drums (2001–2003)
- David Kennedy – gitaar, achtergrondzang (2001-2003)
- Anthony Celestino – basgitaar, achtergrondzang (2002–2003)

## Discografie
Albums
- 2002: Box Car Racer

Singles
- 2002: I Feel So
- 2003: There Is